# Khold
Khold es una banda de black metal noruega formada en Oslo en 2000, después de la separación de Tulus. La banda usualmente toca en un ritmo lento y cadencioso mezclado con algo de black metal "groovy". Khold tiene una historia de giras con bandas como Behemoth y Satyricon.

## Historia
Khold se formó en Oslo, Noruega en 2000, por Sarke (batería) y Gard (voz, guitarra). [Cita requerida] Estos dos músicos provenían de la banda Tulus, y Khold se formó debido a un deseo de ser una "banda de verdad", con una, alineación y oportunidades completa firme para jugar en vivo [cita requerida] se reclutaron dos músicos para adaptarse a las ranuras vacías:. Rinn (guitarra) y Eikind (bajo) [cita requerida] una demostración era. registró, a finales de 2000 y fue firmado por Khold Moonfog.
El primer disco Khold, Masterpiss of Pain, fue lanzado en 2001, con un crítico refiriéndose al álbum como "un aliento fresco en la escena del metal negro". [Cita requerida] A finales de año, Khold se fue de gira en Europa para apoyar la álbum.
El segundo álbum de Khold, Fantasma, fue lanzado en 2002, por el sátiro de la etiqueta Moonfog de Satyricon. Desde Khold en ese momento no tenía un bajista después Eikind dejó el año anterior, [cita requerida] exbajista Tulus Sir Graanug fue contratado para las sesiones de Phantom. [Cita requerida] Brandr fue entonces ayudando a dar un par de conciertos hasta Grimd sumado a finales de año. [cita requerida]
En el mismo año, se unió a Khold Satyricon en una gira nórdica. [Cita requerida] Se unieron una vez más Satyricon durante otras seis semanas en una gira europea el año siguiente. [Cita requerida]
A finales de 2003, Khold grabó su tercer álbum Mørke buriles Kammer, y también hizo un video musical para la canción "Do". El álbum fue lanzado en 2004, a través de Candlelight Records. Al año siguiente, Khold se encendió otra gira noruega.
Tanto Phantom y Mørke buriles kammer fueron nominados para el premio de alarma en los respectivos años de su liberación. [Cita requerida]
En 2005, Khold grabó su cuarto álbum, Krek, que fue lanzado el 10 de octubre por Tabu Records.
En 2006, Khold fue puesto en un hiato durante un periodo de tiempo indeterminado. [Cita requerida] La razón dada fue que los miembros necesitan tiempo para pensar. [Cita requerida] Gard y Sarke continuaron Tulus (como un proyecto), [cita requerida ] Rinn y construyó un estudio para grabar / producir bandas, [cita requerida], así como continuar con Sensa Anima. [cita requerida]
Khold regresó en 2008 con un nuevo álbum, Hundre År Gammal, que fue lanzado el 9 de junio.
Después de regresar a la escena en vivo en 2011 en el festival Wacken Open Air, Khold ha estado tocando en un par de festivales cada año.
En 2014 sin embargo Khold lanzó otro álbum aclamado por la crítica titulado 'Hasta Endes' y seguir a actuar en festivales de toda Europa y los Estados Unidos.

## Discografía
- Masterpiss of Pain (2001)
- Phantom (2002)
- Mørke gravers kammer (2004)
- Krek (2005)
- Hundre år gammal (2008)
- Til Endes (2014)

## Miembros

### Actuales
- Gard – vocals, guitar
- Rinn – guitar
- Crowbel – bass guitar (since 2013)
- Sarke – drums
- Hildr – lyrics

### Exmiembros
- Eikind – bass guitar (2000–2002)
- Brandr – bass guitar (for a couple of gigs in 2002)
- Sir Graanug – bass guitar on the Phantom album
- Grimd - Bass guitar from 2002 until 2012